# Noale
Noale – miejscowość i gmina we Włoszech, w regionie Wenecja Euganejska, w prowincji Wenecja.
Według danych na rok 2004 gminę zamieszkiwało 14 518 osób, 580,7 os./km².

## Gospodarka
W mieście znajduje się jeden z zakładów i główna siedziba producenta motocykli - firmy Aprilia.

## Miasta partnerskie
- Dilidżan